# 住吉雅美
住吉 雅美（すみよし まさみ、1961年 - ）は、日本の法哲学者。青山学院大学法学部教授。北海道出身。

## 経歴
1979年北海道札幌南高等学校卒業、1983年北海道大学法学部卒業。1985年北海道大学大学院法学研究科民事法専攻博士前期課程修了。1989年、北海道大学大学院法学研究科公法専攻博士後期課程単位取得退学。1991年、博士（法学）（北海道大学）。
その後、北海道大学法学部助手、山形大学人文学部助教授を経て、現在、青山学院大学法学部教授。法哲学や法思想史を専門とする（今井弘道門下）。個人とそれが属する共同体、そしてそこにある秩序との関係についての法哲学的考察をテーマに研究し、差別発生の実在的メカニズムを研究し、法哲学の観点からそれに解釈を加えたり、アナキズムの秩序構想なども研究している。
所属する学会は、日本法哲学会、日本法社会学会。2001年から、東京都職員共済組合青山病院倫理委員会委員を務めた。

## 人物
- いわゆるサブカルチャーに精通していることを公言している。特にガンダムシリーズやドラゴンボールの愛好家であり、後者に至っては研究室前にポスターを貼るまでの徹底ぶりである。2020年発売の著書「あぶない法哲学」では、アニメからの引用を積極的に行い議論を進める形式をとっている。

- 授業スタイルは年中タンクトップを通している[1]。教室に入ってきた時学生が二度見をするほどの衝撃である。

## 著書
- 『あぶない法哲学・常識に盾突く思考のレッスン』、2020、講談社現代新書
- 『はじめて学ぶ法哲学・法思想: 古典で読み解く21のトピック』「ジェンダー」（共著）、2010、ミネルヴァ書房
- 『ブリッジブック法哲学』「第11講義「近代法」の地平を超えて―ポストモダン法理論の素描」（共著）、2004、信山社
- 『アクセス政治哲学』「第5章 解体の中の再生―ポストモダンのインパクト」（共著）、2003、日本経済評論社
- 『哄笑するエゴイスト』1997、風行社
- 『法学最前線』「リーガル・マインド」「法と自由・権利」「法思想史から見た自由と権利」（共著）1996、窓社

## 編書
- 『法哲学年報2003 ジェンダー, セクシュアリティと法』、2004、有斐閣